# رينغيت ماليزي
الرينغيت الماليزي (بالملايوية: Ringgit Malaysia)(الرمز: ؛ أيزو: MYR)؛ المعروف سابقًا باسم الدولار الماليزي) هو عملة دولة ماليزيا. ينقسم الرينغيت إلى 100 سين (سنت). ويُصدره البنك المركزي الماليزي.

## أصل الكلمة
كلمة رينغيت هي مصطلح مندثرٌ في لغة الملايو يعني «مسنّن»، وكان يُشير أصلًا إلى الحواف المحززة للدولار الإسباني الفضي الذي استُعمل على نطاق واسع في المنطقة، انطلاقًا من الفلبين في جزر الهند الشرقية الإسبانية كونها جزءًا من الإمبراطورية الإسبانية في القرن السادس عشر والحقبة الاستعمارية البرتغالية لملقا في القرن السابع عشر خلال الاتحاد الأيبيري. في التداول اللغوي الحديث، تُشير كلمة رينغيت للعملة حصرًا. نظرًا للتاريخ المشترك للعملات الثلاث المعاصرة، يُطلق على الدولار السنغافوري ودولار بروني أيضًا تسمية رينغيت في لغة الملايو (وتُترجم أسماء العملات كالدولار الأمريكي والدولار الأسترالي على أنها دولار)، وذلك بالرغم من الميل الأكثر شيوعًا في لغة الملايو لاستخدام تسمية الدولار مع العملة السنغافورية. وللتفريق بين العملات الثلاث، يشار إلى العملة الماليزية باسم رينغيت ماليزيا، وبناءً عليه جاء الاختصار الرسمي ورمز العملة . على الصعيد الدولي، فرمز العملة أيزو 4217 للرينغيت الماليزي هو MYR.
في أغسطس من العام 1975، اعتُمد الاسمان المالاويان رينغيت وسين بوصفهما الاسمان الرسميان الوحيدان. قبل ذلك التاريخ، كان يُشار إليهما رسميًا باسم الدولار والسنت باللغة الإنجليزية والرينغيت والسين بلغة الملايو، وهو استخدامٌ ما زال يلقى رواجًا في بعض أجزاء البلاد. في الولايات الشمالية لشبه جزيرة ماليزيا، تُسمّى فئة الـ10 سين كوبانغ في لغة الملايو وتسمى بُوات في اللغة الصينية التقليدية هوكين في منطقة بينانق والتي يُعتقد أنها مشتقة من الكلمة التايلاندية باهت. فعلى سبيل المثال تُسمّى فئة 50 سين في لغة الملايو ليما كوبانغ وغو-بوات في لغة هوكين. تستخدم الجماعات الناطقة باللغة التاميلية في ماليزيا كلمة فيلي والتي تعني «الفضة» باللغة التاميلية للإشارة إلى الرينغيت، في حين تستخدم كلمة كاشو للإشارة إلى السين، والتي اشتُقت منها الكلمة الإنجليزية «كاش».

## خلفية تاريخية

### قبل الاستقلال
اعتُبر الدولار الفضي الأسباني الأمريكي الذي أحضرته سُفن شحن مانيلا العملةَ الأساسية في التجارة الدولية، واستُخدم في آسيا والأمريكتين ابتداءً من القرن السادس عشر حتى القرن التاسع عشر؛ وفي آخر الأمر أُطلق عليه تسمية الرينغيت. ويُذكر أنّ الفئات المختلفة من الدولارات التي دخلت التداول في القرن التاسع عشر كانت مشتقةً من الدولار الإسباني: دولار مستعمرات المضيق، ودولار سراوق، ودولار شمال بورنيو البريطانية. من تلك الدولارات، اشتُقّت عُملتا دولار مالايا البريطانية، ودولار اتحاد مالايا وبورنيو البريطانية، وأخيرًا الرينغيت الماليزي المعاصر، والدولار السنغافوري، ودولار سلطنة بروناي.

### بعد الاستقلال (1967-1997)
في 12 يونيو 1967، حل الدولار الماليزي الصادر عن البنك المركزي الجديد، بنك نيغارا ماليزيا، محل دولار اتحاد مالايا وبورنيو البريطانية بسعر التبادُل. احتفظت العملة الجديدة بكافة الفئات الورقية لسابقتها ما عدا ورقة الألف دولار، كما حافظت على النسق اللوني للدولار السابق. على مدى العقود التالية، لحقت تغييرات طفيفة بالأوراق النقدية والعملات المعدنية الصادرة، ابتداءً بإدخال عملة الدولار الماليزي المعدنية في العام 1967، إلى سحب فئات الخمسمئة والألف للرينغيت الماليزي من التداول في العام 1999.
نظرًا لاستبدال دولار اتحاد مالايا وبورنيو البريطانية بالدولار الماليزي بسعر التبادُل، ولكون ماليزيا عضوًا في منطقة الجنيه الإسترليني، فقد قُدّرت قيمة الدولار الجديد في البداية 8.57 دولارًا مقابل كل جنيه إسترليني. في نوفمبر 1967، وبعد خمسة أشهر من إدخال الدولار الماليزي حيّز التداول، انخفضت قيمة الجنيه بنسبة بلغت 14.3%، وهو مما أدى إلى تراجُع الثقة بمنطقة الجنيه الإسترليني وانهيارها تمامًا في العام 1972. لم تتأثر العملة الجديدة بذلك، ولكن بقيت قيمة فئات دولار اتحاد مالايا وبورنيو البريطانية مثبّتة بسعر 8.57 دولارًا للجنيه الواحد؛ وبالتالي خُفّضت قيمة تلك الأوراق النقدية إلى 85 سنتًا لكل دولار.
بالرغم من ظهور عملات جديدة في ماليزيا، وسنغافورة، وبروناي، فإن اتفاقية التبادلية التي التزمت بها الدول الثلاث باعتبارها أعضاء مؤسسة في اتحاد العملات كانت تعني أن الدولار الماليزي قابل للاستبدال بسعر التكافؤ مع الدولار السنغافوري ودولار بروني. انتهى العمل بهذا في 8 مايو 1973، عندما انسحبت الحكومة الماليزية من الاتفاقية. ما تزال السلطة النقدية في سنغافورة ومجلس شؤون العملة والنقد في بروناي ملتزمان بقابلية المبادلة بين عملتيهما، حتى تاريخ هذا المقال في العام 2017.
في العام 1993، طُرح رمز العملة "" (رينغيت ماليزيا) ليحل محل رمز الدولار "$" أو ("M$").

### الأزمة المالية الآسيوية وربط العملة بالدولار الأمريكي (1997-2005)
شهدت الفترة الواقعة بين الأعوام 1995 و1997 تداول الرينغيت بسعر صرف عائم مقابل 2.50 للدولار الأمريكي تقريبًا، ولكن بعد بداية الأزمة المالية الآسيوية في العام 1997، انخفضت قيمة الرينغيت انخفاضًا كبيرًا إلى ما دون 3.80 رينغيت ماليزي مقابل الدولار الأمريكي مع نهاية العام 1997 بسبب هروب رأس المال. خلال النصف الأول من العام 1998، تقلبت العملة بين أسعار 3.80 و4.40 للرينغيت الماليزي مقابل الدولار الأمريكي، قبل أن يعمِد البنك المركزي الماليزي إلى ربط الرينغيت بالدولار الأمريكي في سبتمبر 1998، وأدى ذلك إلى الحفاظ على قيمته 3.80 رينغيت ماليزي لكل دولار أمريكي، في حين بقي الرينغيت معومًا مقابل العملات الأخرى. إضافة إلى ذلك، صُنّف الرينغيت في العام 1998 على أنه غير قابل للتداول خارج ماليزيا وذلك لمنع تدفق الأموال خارج البلاد.
مع وقف طباعة الأوراق النقدية من فئة 500 و1000 رينغيت ماليزي في العام 1996 لمواجهة مخاطر غسيل الأموال وهروب رأس المال، حفّزت آثار الأزمة المالية التي استُهين بها البنك المركزي إلى التوقف تمامًا عن استخدام تلك الأوراق النقدية عن طريق إبطال الصفة النقدية للأوراق النقدية التي ما زالت في حيّز التداول اعتبارًا من 1 يوليو 1999. لم تعد تلك الفئتان عملة قانونية، ولم تكونا قابلتان للاستبدال إلا في البنك المركزي مباشرة؛ في وقت إلغاء التنقيد، بلغت قيمة كل من الأوراق النقدية لفئة 500 رينغيت ماليزي و1000 رينغيت ماليزي حوالي 130 دولارًا أمريكيًا و260 دولارًا أمريكيًا على التوالي، وذلك استنادًا إلى معدل الربط 3.80 رينغيت ماليزي لكل دولار أمريكي. رغم تلك الإجراءات، فإن نسبة تبلغ 7.6% من الأوراق النقدية من فئة 500 رينغيت ماليزي ونسبة 0.6% من فئة 1000 رينغيت ماليزي ما تزال في حيّز التداول وفقًا لأرقام 30 يناير 2011. في جلسة برلمانية في العام 2011، أكد نائب وزير المالية، دونالد ليم سيانغ تشاي، أن البنك المركزي الماليزي ما يزال يخطط لسحب ما مجموعه 150,599 و26,018 قطعة من الأوراق النقدية من فئتيّ 500 و1000 رينغيت ماليزي (أي ما قيمته 75،299،500 رينغيت ماليزي من الأوراق النقدية من فئة 500 رينغيت ماليزي، و26،018،000.00 رينغيت ماليزي من الأوراق النقدية من فئة 1000 رينغيت ماليزي).
لقد خسر الرينغيت 50% من قيمته مقابل الدولار الأميركي بين عامي 1997 و1998، كما عانى من انخفاض عام في قيمته مقابل العملات الأخرى بين ديسمبر 2001 ويناير 2005. اعتبارًا من 4 سبتمبر 2008، لم يستعد الرينغيت قيمته التي كان عليها عام 2001 تقريبًا مقابل الدولار السنغافوري (2.07 إلى 2.40 رينغيت ماليزي/دولار سنغافوري)،  واليورو (3.40 إلى 4.97 رينغيت ماليزي/يورو)،  والدولار الأسترالي (1.98 إلى 2.80 رينغيت ماليزي/دولار أسترالي  )، والجنيه الإسترليني (5.42 إلى 6.10 رينغيت ماليزي/جنيه إسترليني  ).
في 21 يوليو 2005، أعلن البنك المركزي الماليزي انتهاء ربط عملته بالدولار الأمريكي مباشرة بعد إعلان الصين انتهاء ربط عملتها الرنمينبي بالدولار الأمريكي.    وبحسب بنك نيجارا، تسمح ماليزيا للرينغيت بالعمل وفق تعويم مُدار مقابل العديد من العملات الرئيسية. وقد أدى هذا إلى ارتفاع قيمة الرينغيت إلى ما يقرب من قيمتها السوقية المتوقعة، على الرغم من تدخل البنك المركزي الماليزي في الأسواق المالية للحفاظ على الاستقرار في مستوى تداول الرينغيت، وهي المهمة التي أصبحت أسهل بسبب حقيقة أن الرينغيت كان مرتبطاً بالدولار وظل غير قابل للتداول خارج ماليزيا منذ عام 1998.

### أداء العملة بعد ربطها بالدولار الأميركي (2005-حتى الآن)
بعد انتهاء ربط العملة، ارتفع سعر الرينغيت إلى 3.16 رينغيت ماليزي مقابل الدولار الأميركي في إبريل 2008. كما شهدت قيمة الرينغيت أيضًا فترة من التقدير مقابل الدولار الهونج كونغى (من 0.49 إلى 0.44 رينغيت ماليزي/دولار هونغ كونغ)  والرنمينبي (0.46 إلى 0.45 رينغيت ماليزي/يوان صيني)  حتى مايو 2008. وقد أدى الاستقرار الأولي للرينغيت في أواخر العقد الأول من القرن الحادي والعشرين إلى التفكير في إعادة إدخال العملة إلى التداول الأجنبي بعد أكثر من عقد من عدم التدويل. في مقابلة مع قناة سي إن بي سي في سبتمبر 2010، نُقل عن نجيب تون رزاق، رئيس الوزراء ووزير المالية الماليزي آنذاك، قوله إن الحكومة تخطط لإعادة دخول الرينغيت إلى التداول الخارجي إذا كانت هذه الخطوة ستساعد الاقتصاد، بشرط وضع القواعد واللوائح لمنع الانتهاكات.  وعلى الرغم من الاعتبارات، ظل الرينغيت غير دولي في خطوة متعمدة لمواصلة تثبيط التداول الخارجي للعملة. 
وقد أدى عدم اليقين السياسي الذي أعقب الانتخابات العامة في البلاد عام 2008 وانتخابات بيرماتانج باوه التكميلية عام 2008 ، وانخفاض أسعار النفط الخام في أواخر العقد الأول من القرن الحادي والعشرين، وعدم تدخل البنك المركزي الماليزي لزيادة أسعار الفائدة المنخفضة بالفعل (والتي ظلت عند 3.5٪ بين أبريل 2006 ونوفمبر 2008)  إلى انخفاض طفيف في قيمة الرينغيت مقابل الدولار الأمريكي بين مايو ويوليو 2008، تلاه انخفاض أكثر حدة بين أغسطس وسبتمبر من نفس العام. ونتيجة لذلك، ارتفع سعر الدولار الأميركي بشكل كبير ليغلق عند مستوى 3.43 رينغيت ماليزي/دولار أميركي اعتباراً من 4 سبتمبر/أيلول 2008،  في حين تبعته العملات الرئيسية الأخرى، بما في ذلك الرنمينبي والدولار الهونغ كونغى. ارتفع سعر الرينغيت إلى 3.73 رينغيت ماليزي/دولار أمريكي بحلول مارس/آذار 2009، قبل أن يتعافى تدريجيا إلى 3.00 رينغيت ماليزي/دولار أمريكي بحلول منتصف عام 2011 ويستقر عند حوالي 3.10 رينغيت ماليزي/دولار أمريكي بين عامي 2011 و2014.
وشهد الرينغيت انخفاضات أكثر حدة في قيمته منذ منتصف عام 2014 في أعقاب تصاعد فضيحة صندوق السيادي الماليزي التي أثارت مزاعم حول توجيه مليارات الرينغيت سياسياً إلى حسابات خارجية، وعدم اليقين بشأن اضطرابات سوق الأسهم الصينية في عام 2015-2016 وتأثيرات نتائج الانتخابات الرئاسية الأمريكية لعام 2016 . انخفضت قيمة العملة من متوسط 3.20 رينجيت ماليزي مقابل الدولار الأمريكي في منتصف عام 2014 إلى حوالي 3.70 رينغيت ماليزي مقابل الدولار الأمريكي بحلول أوائل عام 2015؛ ومع كون الصين أكبر شريك تجاري لماليزيا، أدى انهيار سوق الأسهم الصينية في يونيو 2015 إلى انخفاض آخر في قيمة الرينغيت، الذي وصل إلى مستويات غير مسبوقة منذ عام 1998 عند أدنى مستوياته عند 4.43 رينغيت ماليزي مقابل الدولار الأمريكي في سبتمبر 2015، قبل أن يستقر عند حوالي 4.10 إلى 4.20 مقابل الدولار الأمريكي بعد فترة وجيزة؛  هبطت العملة لاحقًا وحومت تحت أدنى مستوياتها في عام 1998 عند 4.40 و 4.50 رينغيت ماليزي/دولار أمريكي، في أعقاب فوز دونالد ترامب المؤيد للحمائية في الانتخابات الرئاسية الأمريكية عام 2016، مما أثار تساؤلات حول مشاركة الولايات المتحدة في اتفاقية الشراكة عبر المحيط الهادئ (TPP) (التي وقعت عليها ماليزيا، وانسحبت منها الولايات المتحدة على الفور في يناير 2017) والتجارة بين ماليزيا والولايات المتحدة ككل (حيث تعد الولايات المتحدة من بين أكبر شركاء ماليزيا التجاريين).
ردًا على الانخفاض الحاد في قيمة الرينغيت في نوفمبر 2016، بدأ البنك المركزي الماليزي سلسلة من الإجراءات الصارمة على تداول العقود الآجلة غير القابلة للتسليم في الرينغيت والتي تتم تحت إشراف وزارة المالية من أجل الحد من المضاربة على العملات.  ومنذ ذلك الحين، شهدت العملة معدل تقدير ثابت ومتسق مقابل الدولار الأمريكي، مع زيادات كبيرة منذ أوائل نوفمبر 2017 في أعقاب تقارير عن الأداء الاقتصادي الإيجابي، وإعادة هيكلة الشراكة عبر المحيط الهادئ إلى اتفاقية الشراكة الشاملة والتقدمية عبر المحيط الهادئ، وزيادة أسعار النفط العالمية. بعد ارتفاع قيمة العملة إلى 3.86 مقابل الدولار الأمريكي اعتبارًا من أوائل أبريل 2018، انخفضت القيمة إلى حوالي 4.18 رينغيت ماليزي/دولار أمريكي بحلول نهاية أكتوبر 2018 بعد تزايد توترات الحرب التجارية ردًا على الحرب التجارية بين الصين والولايات المتحدة، والذعر من عمليات البيع من الأسواق الناشئة الأخرى، فضلاً عن عدم اليقين في السياسة الاقتصادية بعد فوز تحالف الأمل (باكاتان هارابان) في الانتخابات العامة لعام 2018 . وباستثناء اليورو، شهد اليوان الصيني أيضا بعض التعافي في قيمته إلى مستويات ما قبل أواخر عام 2016 مقابل العملات الرئيسية الأخرى، بما في ذلك الرنمينبي، والجنيه الإسترليني، والدولار الأسترالي، والين الياباني، والدولار السنغافوري، لكنه يظل أقل قيمة بشكل عام مما كان عليه قبل نهاية عام 2013.

## أسعار الصرف التاريخية
| العملة         | 1993                                       | 1995            | 2000     | 2001     | 2002     | 2003     | 2004     | 2005     | 2006     | 2007     | 2008     | 2009     | 2010    | 2011    | 2019    | 2022    | 2024 (اعتبارًا من 22 أكتوبر) |
| -------------- | ------------------------------------------ | --------------- | -------- | -------- | -------- | -------- | -------- | -------- | -------- | -------- | -------- | -------- | ------- | ------- | ------- | ------- | --------------------------- |
| دولار أمريكي   | 2.5737                                     | 2.5415          | 3.8000   | 3.8000   | 3.8000   | 3.8000   | 3.8000   | 3.7872   | 3.6669   | 3.4356   | 3.3308   | 3.5245   | 3.0646  | 3.1730  | 4.1415  | 4.4010  | 4.6103                      |
| يورو           | German mark: 1.5595 French Franc: 0.455277 | 1.5926 0.508370 | 3.5089   | 3.4025   | 3.5925   | 4.2999   | 4.7267   | 4.7144   | 4.6028   | 4.707    | 4.8851   | 4.9040   | 4.2721  | 4.2651  | 4.6387  | 4.6291  | 5.0135                      |
| جنيه إسترليني  | 3.8654                                     | 3.9458          | 5.7602   | 5.4802   | 5.7096   | 6.2116   | 6.9511   | 6.8928   | 6.7531   | 6.8748   | 6.3619   | 5.5081   | 4.9747  | 4.9043  | 5.2924  | 5.4307  | 5.8944                      |
| دولار سنغافوري | 1.5959                                     | 1.7950          | 2.2034   | 2.1208   | 2.1226   | 2.1807   | 2.2488   | 2.2762   | 2.3082   | 2.2807   | 2.3542   | 2.4237   | 2.3622  | 2.4336  | 3.0368  | 3.1912  | 3.4510                      |
| دولار أسترالي  | 1.7499                                     | 1.8877          | 2.20995  | 1.9647   | 2.0661   | 2.4786   | 2.7997   | 2.8874   | 2.7622   | 2.8796   | 2.8239   | 2.7823   | 2.9587  | 3.1585  | 2.8808  | 3.0529  | 3.0565                      |
| ين ياباني      | 0.023224                                   | 0.024593        | 0.035257 | 0.031291 | 0.030395 | 0.032832 | 0.035154 | 0.034377 | 0.031517 | 0.029194 | 0.032351 | 0.037690 | 0.03673 | 0.03843 | 0.03800 | 0.03358 | 0.03056                     |
| يوان صيني      | 0.4454                                     | 0.3046          | 0.4590   | 0.4591   | 0.4589   | 0.4589   | 0.4591   | 0.4622   | 0.4599   | 0.4519   | 0.4798   | 0.5159   | 0.4754  | 0.4734  | 0.5998  | 0.6540  | 0.6429                      |

## العملات المعدنية

### السلسلة الأولى (1967)
قُدِّمت أول سلسلة من عملات سين في عام 1967 في فئات 1، و5، و10، و20، و50 سين، تلا ذلك تقديم عملة 1 رينغيت (التي استخدمت الرمز $ وهي أكبر عملة في السلسلة) في عام 1971. على الرغم من اختلافها من حيث الأقطار، إلا أن جميع العملات المعدنية تقريبًا سُكَّت بتصميمات وجه وظهر متناسقة تقريبًا وعامة جدًا، حيث يصور الوجه مبنى البرلمان الماليزي الذي اكتمل بناؤه مؤخرًا، والنجمة الفيدرالية، والهلال من كانتون العلم الماليزي. سُكَّت جميع العملات المعدنية من النحاس والنيكل، والاستثناء الوحيد هو عملة 1 سين، والتي كُوِّنت أولاً من البرونز بين عامي 1967 و1972، ثم من الفولاذ المغطى بالنحاس من عام 1973 فصاعدًا. عملة 50 سين هي العملة الوحيدة في السلسلة التي خضعت لإعادة تصميم، وتعديل بسيط في عام 1971 على حافتها لتشمل أحرف البنك المركزي الماليزي. جميع العملات المعدنية تحمل الأحرف الأولى GC على الوجه الخلفي، أسفل مبنى البرلمان. يرمز إلى جيفري كولي، مصمم سلسلة العملات المعدنية الأولى في ماليزيا. لم تكن عملة الرينغيت المعدنية الواحدة شائعة في ذلك الوقت بسبب تعارضها مع ورقة نقدية ذات قيمة اسمية مساوية، على غرار الوضع الحالي فيما يتعلق بعملة الدولار الأمريكي الواحدة.
كانت عملات هذه السلسلة الأولى متطابقة في الحجم والتكوين مع عملات الدولار الملايوي ودولار البورينو البريطاني السابق. رغم سحب عملات اتحاد العملة الملايوية، إلا أنها لا تزال تظهر في التداول في مناسبات نادرة للغاية.
انتهى سك السلسلة الأولى من العملات المعدنية في عام 1989، عندما تم تقديم السلسلة الثانية. وتظل العملات القديمة قانونية اعتبارًا من عام 2019، لكن عددها انخفض بشكل مطرد ونادرًا ما تُرى متداولة في ماليزيا.

### السلسلة الثانية (1989)
دخلت السلسلة الثانية من عملات سين التداول في أواخر عام 1989، حيث ظهرت بوجه وظهر أعيد تصميمهما بالكامل، ولكنها احتفظت بشكل أساسي بتصميم الحواف والأقطار وتكوين عملات السلسلة السابقة قبل عام 1989، وكانت عملة 1 رينغيت هي الاستثناء. تتضمن التغييرات تصوير عناصر من الثقافة الملايوية على الوجه، مثل لوحة لعبة مانكالا المحلية المسماة كونجكاك على 10 سين وواو بولان أو "طائرة القمر" على 50 سين من بين أشياء أخرى، بالإضافة إلى إدراج زهرة الكركديه الوردية ( بونجا رايا باللغة الملايوية)، الزهرة الوطنية لماليزيا، على النصف العلوي من الوجه الخلفي. تم تصميم السلسلة الثانية من قبل Low Yee Kheng.
بالإضافة إلى التغييرات التي طرأت على وجهها الأمامي والخلفي، قُلِّص حجم عملة الرينغيت الواحد من قطر 33 مم إلى 24 مم، وقد سُكَّت من سبيكة من النحاس والزنك والقصدير، على عكس السلسلة الأولى من النحاس والنيكل. وُضع الرمز $ في العملة الجديدة، ولكن استُبدِل بكلمة "RINGGIT" للعملات المعدنية التي سُكَّت من عام 1993 فصاعدًا. في 7 ديسمبر 2005، أُلغيت العملة المعدنية بقيمة 1 رينغيت وسُحِبَت من التداول. كان هذا يرجع جزئيًا إلى مشاكل في التوحيد القياسي (سُكَّت نسختان مختلفتان من عملة السلسلة الثانية) والتزوير.
اعتبارًا من 1 أبريل 2008، طُبِّقت آلية تقريب الأسعار إلى أقرب 5 سين، على إجمالي الفاتورة فقط، والتي أُعلن عنها لأول مرة في عام 2007 من قبل البنك المركزي الماليزي، في محاولة لجعل عملة 1 سين غير ذات صلة.  لا يزال من الممكن تسعير السلع والخدمات الفردية بمضاعفات 1 سين مع تقريب المجموع النهائي إلى أقرب 5 سين. على سبيل المثال، عند شراء سلعتين بسعر 4.88 رينغيت ماليزي و3.14 رينغيت ماليزي، بإجمالي 8.02 رينغيت ماليزي، يُقرَّب السعر إلى 8.00 رينغيت ماليزي. لو قُرِّب كل بند على حدة (إلى 4.90 رينغيت و 3.15 رينغيت على التوالي) فإن الإجمالي غير الصحيح سيكون 8.05 رينغيت. في الممارسة العملية، من المرجح أن تظل أسعار العناصر الفردية عند ما يسمى " نقاط السعر " (أو التسعير النفسي وتسعير الأرقام الفردية ) التي تنتهي بالرقمين 98 و99 لتعظيم مكاسب التقريب بالنسبة للبائع، وخاصة في حالة شراء عنصر واحد. تظل العملات المعدنية بقيمة 1 سين الحالية المتداولة قانونية للدفعات التي تصل إلى 2.00 رينغيت ماليزي. 

### السلسلة الثالثة (2012)
أُعلِن عن السلسلة الثالثة من العملات المعدنية في 25 يوليو 2011، وأُصدِرت أولاً كعملات معدنية تذكارية للاحتفال بإصدارها في 16 يناير 2012. وتحمل السلسلة الثالثة موضوعًا يسمى "ماليزيا المتميزة" وهي مستوحاة من الزخارف النباتية والحيوانية المستمدة من مختلف الثقافات في ماليزيا "لتعكس تنوع وثراء الهوية الوطنية الماليزية". الفئات الصادرة هي 5 و10 و20 و50 سين. في 24 أكتوبر 2011، عين نائب وزير المالية داتوك دونالد ليم شركة Poogsan Corporation في كوريا الجنوبية كمورد للعملات المعدنية للسلسلة وتُسَّك العملات المعدنية في بنك Negara Mint في شاه عالم. 
وقال ليم إن تكاليف إنتاج العملات المعدنية ستنخفض بنسبة 49% بسبب التغيير في تركيبة المعدن. تتضمن التغييرات الأخرى في السلسلة القطر، واللون على عملات 20 و50 سين (من الفضي إلى الأصفر) وإعادة تصميم الوجه (يتميز بزخارف مختلفة لكل فئة)، وأربع عشرة نقطة ترمز إلى الولايات الثلاثة عشر والأقاليم الفيدرالية الجماعية، وخمسة خطوط أفقية تشير إلى المبادئ الخمسة لروكونيجارا. 
عملة الخمسين سنتًا تُعدّ أكثر تميزًا من الفئات الأخرى. يتميّز شكلها الدائري بتسعة نتوءات، مع إزالة عبارة "BANK NEGARA MALAYSIA" التي كانت مكتوبة عليها. أما الوجه الأمامي للعملة، فلا يحتوي على الخطوط الأفقية الخمسة، بل أُضيفت خاصية أمان بالصورة الكامنة على العملة، حيث تظهر الكتابة التي تحمل القيمة الاسمية "50" و"SEN" عند إمالة العملة قليلاً.
تبدو العملات المعدنية من فئة 20 سين و50 سين مشابهة للعملات المعدنية من فئة 0.10 يورو و0.20 يورو من حيث الحجم وتصميم الحافة واللون؛ ومع ذلك، فإن قيمتها لا تتجاوز 0.047 يورو و0.12 يورو على التوالي.

### كيجانغ إيماس
كما تُصدر ثلاث فئات من العملات الذهبية، "كيجانغ إيماس" (الكيجانغ، نوع من الغزلان، وهو جزء من شعار البنك المركزي الماليزي)، بقيمة اسمية 50 رينغيت ماليزي و100 رينغيت ماليزي و200 رينغيت ماليزي، و1000 رينغيت ماليزي بوزن .1⁄4 ،1⁄2 أونصة و1 أونصة (أونصة تروي)، على التوالي. سُكَّت من قبل بنك كيلانغ وانغ المركزي في ماليزيا وأُطلِقت في 17 يوليو 2001 من قبل البنك المركزي الماليزي، مما يجعل ماليزيا الدولة الثانية عشرة التي تصدر عملات سبائك ذهبية خاصة بها. مثل العملات الذهبية الأخرى الصادرة في جميع أنحاء العالم، تُستخدم كيجانغ إيماس في المقام الأول كاستثمار وليس في التداول اليومي. يُحدَّد سعر شراء وإعادة بيع كيجانغ إيماس حسب سعر السوق الذهبية السائد في السوق الدولية.  السعر الحالي لكيجانغ إيماس هو 8266 رينغيت ماليزي للأونصة الواحدة، و4211 رينغيت ماليزي للأونصة الواحدة.1⁄2 أونصة و2144 رينغيت ماليزي1⁄4 أونصة (17 نوفمبر 2020). 

## الأوراق النقدية

### السلسلة الأولى (1967)
أصدر البنك المركزي الماليزي أوراق الدولار الماليزي النقدية لأول مرة في 6 يونيو 1967 بفئات 1 و5 و10 و50 و100 دولار. أصدرت 1000 دولار لأول مرة في 2 سبتمبر 1968. حملت الأوراق النقدية الماليزية الأولى صورة تونكو عبد الرحمن أول يانغ دي-برتوان أغونغ من ماليزيا وحملت توقيع تون إسماعيل بن محمد علي أول رئيس للبنك المركزي الماليزي. تبنى البنك المركزي الماليزي في 16 أغسطس 1972 نظام تهجئة رسمي جديد للغة ملايو في طباعة أوراق عملته مع الاحتفاظ بالتصاميم. استخدمت الأوراق النقدية ذات التهجئات الجديدة جنبًا إلى جنب مع الأوراق النقدية القديمة.
| السلسلة الأولى | السلسلة الأولى | السلسلة الأولى | السلسلة الأولى | السلسلة الأولى                          | السلسلة الأولى                        | السلسلة الأولى |
| الصورة         | الصورة         | القيمة         | اللون          | الوصف                                   | الوصف                                 | تاريخ الإصدار  |
| الوجه          | الظهر          | القيمة         | اللون          | الوجه                                   | الظهر                                 | تاريخ الإصدار  |
| -------------- | -------------- | -------------- | -------------- | --------------------------------------- | ------------------------------------- | -------------- |
|                |                | 1 دولار        | أزرق           | عبد الرحمن حاكم نكري سمبيلن (1895–1960) | شعار البنك المركزي الماليزي           | يونيو 1967     |
|                |                | 5 دولار        | أخضر           | عبد الرحمن حاكم نكري سمبيلن (1895–1960) | شعار البنك المركزي الماليزي           | يونيو 1967     |
|                |                | 10 دولار       | أحمر           | عبد الرحمن حاكم نكري سمبيلن (1895–1960) | شعار البنك المركزي الماليزي           | يونيو 1967     |
|                |                | 50 دولار       | أزرق           | عبد الرحمن حاكم نكري سمبيلن (1895–1960) | شعار البنك المركزي الماليزي           | يونيو 1967     |
|                |                | 100 دولار      | بنفسجي         | عبد الرحمن حاكم نكري سمبيلن (1895–1960) | شعار البنك المركزي الماليزي           | يونيو 1967     |
|                |                | 1000 دولار     | أخضر           | عبد الرحمن حاكم نكري سمبيلن (1895–1960) | مجلسي البرلمان الماليزي في كوالالمبور | 2 سبتمبر 1968  |
|                |                |                |                |                                         |                                       |                |

### السلسلة الثانية (1982)
صدرت السلسلة الثانية وكان الموضوع الرئيسي لها هو التصميمات الزخرفية التقليدية الماليزية. قُدِّمت فئتان جديدتان، فئة 20 دولارًا و500 دولارًا، في عام 1982؛ وتبع ذلك إعادة تصميم الأوراق النقدية من فئة 10 دولارات و50 دولارًا و100 دولار في عام 1983 قبل استكمالها مع الأوراق النقدية من فئة 1 دولار و5 دولارات و1000 دولار بتصميم جديد في عام 1984. طُبِِعَت جميع الأوراق النقدية لهذه السلسلة بواسطة توماس دي لا رو . حتى عام 2010، كان من الممكن العثور على أوراق نقدية من السلسلة الثانية أحيانًا.
في عام 1986، أُزيلت العلامة المخصصة للمكفوفين الموجودة في الزاوية اليسرى العليا، وأُضيف شريط أمان إلى جميع الفئات باستثناء فئة 1 رينغيت.
توقفت طباعة الأوراق النقدية بقيمة 1 دولار في عام 1993 واستُبدِلت بالعملة المعدنية بقيمة 1 دولار.
ونتيجة لعدم شعبيتها، توقف تداول فئة 20 دولاراً (20 رينغيت ماليزي) وأُزيلت تدريجياً من التداول في عام 1995.
في عام 1999، توقف تداول الأوراق النقدية من فئة 500 رينغيت ماليزي و1000 رينغيت ماليزي وتوقفت عن كونها عملة قانونية. وكان السبب في ذلك هو الأزمة النقدية الآسيوية في عام 1997 عندما أُخرِجت كميات ضخمة من الرينغيت إلى خارج البلاد لتُتَداول بهذه الأوراق النقدية. وفي الواقع سُحِبَت الأوراق النقدية من التداول، وحُدِّد مبلغ الرينغيت الذي سُحِب من البلاد على شكل أوراق نقدية بـ 1000 رينغيت ماليزي.
| السلسلة الثانية | السلسلة الثانية | السلسلة الثانية | السلسلة الثانية             | السلسلة الثانية                      | السلسلة الثانية |
| الصورة          | القيمة          | اللون           | الوصف                       | الوصف                                | تاريخ الإصدار   |
| الصورة          | القيمة          | اللون           | الوجه                       | الظهر                                | تاريخ الإصدار   |
| --------------- | --------------- | --------------- | --------------------------- | ------------------------------------ | --------------- |
|                 | 1 دولار         | أزرق            | عبد الرحمن حاكم نكري سمبيلن | توجو نيجارا في كوالالمبور            | 1984            |
|                 | 5 دولار         | أخضر            | عبد الرحمن حاكم نكري سمبيلن | المتحف الملكي في كوالالمبور          | 1984            |
|                 | 10 دولار        | أحمر            | عبد الرحمن حاكم نكري سمبيلن | محطة سكة حديد كوالالمبور             | 1983            |
|                 | 20 دولار        | بني وأبيض       | عبد الرحمن حاكم نكري سمبيلن | البنك المركزي الماليزي في كوالالمبور | 1982            |
|                 | 50 دولار        | أزرق            | عبد الرحمن حاكم نكري سمبيلن | المتحف الوطني في كوالالمبور          | 1983            |
|                 | 100 دولار       | بنفسجي          | عبد الرحمن حاكم نكري سمبيلن | مسجد نغارا في كوالالمبور             | 1983            |
|                 | 500 دولار       | برتقالي         | عبد الرحمن حاكم نكري سمبيلن | مبنى السلطان عبد الصمد في كوالالمبور | 1982            |
|                 | 1000 دولار      | أخضر            | عبد الرحمن حاكم نكري سمبيلن | مجلسي البرلمان في كوالالمبور         | 1984            |
|                 |                 |                 |                             |                                      |                 |

### السلسلة الثالثة (1996)
أُصدرت السلسلة الثالثة في عام 1996 بتصاميم تعكس روح رؤية واواسان 2020، بفئات رينغيت 1، رينغيت 2، رينغيت 5، رينغيت 10، رينغيت 50، و رينغيت 100. تضمنت الأوراق النقدية ذات الفئات الكبيرة رينغيت 50 و رينغيت 100 شريطًا هولوغرافيًا إضافيًا للحد من التزوير.
في عام 2004، أصدر البنك المركزي الماليزي ورقة نقدية جديدة من فئة رينغيت 10 مزودة بميزات أمان إضافية، بما في ذلك الشريط الهولوغرافي الذي كان مقتصرًا سابقًا على أوراق رينغيت 50 و رينغيت 100. كما أُصدرت ورقة نقدية جديدة من فئة رينغيت 5 مصنوعة من البوليمر مع نافذة شفافة مميزة. كانت الورقتان النقديتان الجديدتان شبه متطابقتين مع تصاميم السلسلة الثالثة الأصلية. وفي وقت ما، أعلن البنك المركزي الماليزي عن نيته استبدال جميع الأوراق النقدية الورقية تدريجيًا بأخرى مصنوعة من البوليمر.
| السلسلة الثالثة | السلسلة الثالثة | السلسلة الثالثة | السلسلة الثالثة | السلسلة الثالثة             | السلسلة الثالثة                                                | السلسلة الثالثة | السلسلة الثالثة                    | السلسلة الثالثة             |
| الصورة          | القيمة          | الأبعاد         | اللون           | الوصف                       | الوصف                                                          | تاريخ الإصدار   | الحالة                             | المادة                      |
| الصورة          | القيمة          | الأبعاد         | اللون           | الوجه                       | الظهر                                                          | تاريخ الإصدار   | الحالة                             | المادة                      |
| --------------- | --------------- | --------------- | --------------- | --------------------------- | -------------------------------------------------------------- | --------------- | ---------------------------------- | --------------------------- |
|                 | 1               | 120 × 65 ملم    | أزرق            | عبد الرحمن حاكم نكري سمبيلن | جبل كينابالو وجبل مولو وواو بولان                              | 8 نوفمبر 2000   | متدوالة                            | ورق                         |
|                 | 2               | 130 × 65 ملم    | بنفسجي          | عبد الرحمن حاكم نكري سمبيلن | برج كوالالمبور والقمر الصناعي MEASAT                           | 5 فبراير 1996   | مسحوبة (لكن لا يزال قيد الاستخدام) | ورق                         |
|                 | 5               | 135 × 65 ملم    | أخضر            | عبد الرحمن حاكم نكري سمبيلن | إم إس سي ماليزيا ومطار كوالالمبور الدولي وبرجا بتروناس التوأم  | 27 سبتمبر 1999  | مسحوبة                             | ورق                         |
| 26 أكتوبر 2004  | 5               | 135 × 65 ملم    | أخضر            | عبد الرحمن حاكم نكري سمبيلن | إم إس سي ماليزيا ومطار كوالالمبور الدولي وبرجا بتروناس التوأم  | متدوالة         | بوليمر (بولي بروبيلين)             |                             |
|                 | 10              | 140 × 65 ملم    | أحمر            | عبد الرحمن حاكم نكري سمبيلن | خط كيلانا جايا والخطوط الجوية الماليزية بوينغ 777 وميسك بيرهاد | 10 يناير 1998   | مسحوبة                             | ورق (مع شريط ثلاثي الأبعاد) |
| 5 يناير 2004    | 10              | 140 × 65 ملم    | أحمر            | عبد الرحمن حاكم نكري سمبيلن | خط كيلانا جايا والخطوط الجوية الماليزية بوينغ 777 وميسك بيرهاد | متداولة         |                                    | ورق (مع شريط ثلاثي الأبعاد) |
|                 | 50              | 145 × 69 ملم    | أزرق            | عبد الرحمن حاكم نكري سمبيلن | منصة نفط                                                       | متداولة         | 20 يوليو 1998                      | ورق (مع شريط ثلاثي الأبعاد) |
|                 | 100             | 150 × 69 ملم    | بنفسجي          | عبد الرحمن حاكم نكري سمبيلن | خط إنتاج سيارات                                                | متداولة         | 26 أكتوبر 1998                     | ورق (مع شريط ثلاثي الأبعاد) |
|                 |                 |                 |                 |                             |                                                                |                 |                                    |                             |

### السلسلة الرابعة (2012)
في أوائل عام 2008، أصدر البنك ورقة نقدية جديدة بقيمة 50 رينغيت ماليزي، والتي، وفقًا للبنك، كان من المقرر أن تدخل التداول العام اعتبارًا من 30 يناير 2008. وفي وقت سابق، وزع البنك 20 ألف ورقة نقدية أخرى من هذا النوع في تغليف خاص في 26 ديسمبر 2007.
تحتفظ الورقة النقدية الجديدة فئة 50 رينغيت ماليزي باللون السائد الأخضر والأزرق، ولكنها مصممة بموضوع جديد، أُطلِق عليه "المهمة الوطنية"، معبراً عن فكرة "نقل الاقتصاد إلى أعلى سلسلة القيمة" في ماليزيا، بما يتماشى مع التحول الاقتصادي في ماليزيا إلى أنشطة ذات قيمة مضافة أعلى في قطاعات الزراعة والتصنيع والخدمات في الاقتصاد . اُحتُفِظ بصورة النقش الغائر السائدة لأول حاكم ثانٍ، توانكو عبد الرحمن، على اليمين، وتُقدَّم الزهرة الوطنية، الكركديه، في وسط وجه الورقة النقدية. تتميز أنماط التصميم من نسج سونغكيت، والتي تظهر في الخلفية وحواف الورقة النقدية، بأنها تعكس الحرف اليدوية والتطريز النسيجي الماليزي التقليدي. 
تتضمن أول 50 مليون قطعة من الأوراق النقدية الجديدة بقيمة 50 رينغيت ماليزي صورة أول رئيس وزراء لماليزيا، تونكو عبد الرحمن ، في الإعلان التاريخي لاستقلال مالايا، وشعار الذكرى الخمسين للاستقلال على الوجه الخلفي.  تشمل السمات الأمنية الموجودة على الورقة النقدية صورة مائية لوجه اليانغ دي-بيرتوان أغونغ، وخيط أمان، وحروف صغيرة، وعناصر فلورية مرئية فقط تحت ضوء الأشعة فوق البنفسجية ، وصورة كامنة متعددة الألوان تتغير ألوانها عند عرضها بزوايا مختلفة، وشريط ثلاثي الأبعاد على جانب الورقة النقدية وصورة مرئية فقط من خلال تأثير مواريه لمنع التزوير باستخدام آلات النسخ.  وفي نهاية المطاف، أوقف البنك المركزي تداول الطبعة الأولى من هذه الورقة النقدية الجديدة من فئة 50 رينغيت ماليزي بسبب عدم قدرة أجهزة الصرف الآلي في البنوك الماليزية المختلفة على قبولها. بدأ البنك في إعادة إصدار السلسلة الجديدة للتداول العام اعتبارًا من 15 يوليو 2009 بدون شعار الذكرى الخمسين. تتضمن هذه النسخة ميزات أمان جديدة ومحسنة مثل المصابيح الفلورية ثنائية الألوان والألياف الأمنية. 
في مايو 2011، أعلن البنك المركزي الماليزي أنه سيقدم سلسلة جديدة من الأوراق النقدية لتحل محل التصميم الحالي الذي ظل متداولًا منذ حوالي 15 عامًا. الجزء الأكثر بروزًا في الإعلان هو إعادة تقديم ورقة نقدية بقيمة 20 رينجيت ماليزي، والتي لم تكن مدرجة في السلسلة الثالثة.  أُعلِن عن تصميم الأوراق النقدية الجديدة في 21 ديسمبر 2011، ومن المتوقع أن تُطرح الأوراق النقدية للتداول في النصف الثاني من عام 2012. تعتبر الأوراق النقدية من السلسلة الجديدة بمثابة عملة قانونية وسيتم تداولها جنبًا إلى جنب مع السلسلة الحالية. ستُزال من السلسلة الحالية تدريجيا. من الناحية الفنية، لا تزال جميع السلاسل الأربع من الأوراق النقدية (باستثناء 500 و1000) قانونية، ولكن بعض البائعين قد لا يقبلون الأوراق النقدية من السلسلة الأولى والثانية (وهي نادرة الآن). ستحتفظ جميع فئات الأوراق النقدية في السلسلة الجديدة بصورة أول يانغ دي بيرتوان أغونغ، تونكو عبد الرحمن.  تُوَفَّر الأوراق النقدية من قبل شركة Crane AB في السويد، وشركة Giesecke & Devrient GmbH في ألمانيا، وشركة Oberthur Technologies في فرنسا، وشركة Orell Fussli في سويسرا. وطُرِحت للتداول في 16 يوليو 2012.
| السلسلة الرابعة                        | السلسلة الرابعة | السلسلة الرابعة | السلسلة الرابعة | السلسلة الرابعة | السلسلة الرابعة                                    | السلسلة الرابعة                                      | السلسلة الرابعة |
| الصورة                                 | القيمة          | الأبعاد         | اللون           | المادة          | الوصف                                              | الوصف                                                | تاريخ الإصدار   |
| الصورة                                 | القيمة          | الأبعاد         | اللون           | المادة          | الوجه                                              | الظهر                                                | تاريخ الإصدار   |
| -------------------------------------- | --------------- | --------------- | --------------- | --------------- | -------------------------------------------------- | ---------------------------------------------------- | --------------- |
|                                        | 1               | 120 × 65 ملم    | أزرق            | بوليمر          | عبد الرحمن حاكم نكري سمبيلن والزهرة الوطنية الخطمي | واو بولان                                            | 16 يوليو 2012   |
|                                        | 5               | 135 × 65 ملم    | أخضر            | بوليمر          | عبد الرحمن حاكم نكري سمبيلن والزهرة الوطنية الخطمي | طائر وحيد قرن                                        | 16 يوليو 2012   |
|                                        | 10              | 140 × 65 ملم    | أحمر            | ورق             | عبد الرحمن حاكم نكري سمبيلن والزهرة الوطنية الخطمي | رافليسيا                                             | 16 يوليو 2012   |
|                                        | 20              | 145 × 65 ملم    | برتقالي         | ورق             | عبد الرحمن حاكم نكري سمبيلن والزهرة الوطنية الخطمي | لجأة صقرية المنقار وسلحفاة المحيط جلدية الظهر        | 16 يوليو 2012   |
|                                        | 50              | 145 × 69 ملم    | أزرق سماوي      | ورق             | عبد الرحمن حاكم نكري سمبيلن والزهرة الوطنية الخطمي | رئيس الوزراء تونكو عبد الرحمن وشجرة نخيل الزيت       | 16 يوليو 2012   |
|                                        | 100             | 150 × 69 ملم    | بنفسجي          | ورق             | عبد الرحمن حاكم نكري سمبيلن والزهرة الوطنية الخطمي | جبل كينابالو وقمم التكوينات الصخرية لوادي جونونج أبي | 16 يوليو 2012   |
| هذه الصور بمقياس 0.7 بيكسل كل ميليمتر. |                 |                 |                 |                 |                                                    |                                                      |                 |

### الأوراق التذكارية

#### دورة ألعاب الكومنولث 1998
لإحياء ذكرى دورة ألعاب الكومنولث التي أقيمت عام 1998 في كوالالمبور ، أُصدِرت ورقة نقدية تذكارية من فئة 50 رينغيت ماليزي مصنوعة من البوليمر في الأول من يونيو 1998.  كانت هذه أول ورقة نقدية من البوليمر يصدرها البنك المركزي الماليزي وطُبِعت بواسطة شركة طباعة الأوراق النقدية الأسترالية (NPA). أُصدِر ما مجموعه 500000 مجموعة. وقد بيعت في عبوات خاصة وبسعر مميز قدره 80 رينغيت. نادرًا ما تُستخدم هذه الورقة النقدية بشكل عادي، حيث تُستخدم كنوع من التذكار لهواة الجمع.

#### الذكرى الخمسين للاستقلال
في 21 ديسمبر 2007، أصدر البنك المركزي الماليزي ورقة نقدية تذكارية بقيمة 50 رينغيت للاحتفال بالذكرى الخمسين لاستقلال ماليزيا.  كان التصميم هو تصميم ورقة نقدية بقيمة 50 رينغيت من السلسلة الرابعة، باستثناء الشعار الإضافي للذكرى الخمسين للاستقلال في أعلى يمين الجانب الخلفي، والنقش "1957-2007" أيضًا على الجانب الخلفي من الورقة النقدية. لم تحمل الأوراق النقدية العادية من فئة 50 رينغيت والتي صدرت في وقت لاحق من عام 2009 فصاعدًا هذه الميزات التصميمية الإضافية.
أُصدِر ما مجموعه 50 مليون ورقة نقدية تحمل التصميم التذكاري، مع أحرف الرقم التسلسلي من AA إلى AE. كانت الأوراق النقدية العادية اللاحقة تحمل أرقامًا تسلسلية من AF فصاعدًا. من بين 50 مليون ورقة نقدية تذكارية، بيعت أول 20 ألف ورقة نقدية في غلاف خاص بسعر مميز قدره 60 رينغيت.

#### الذكرى الستين لتوقيع اتفاقية استقلال اتحاد ملايا
في 14 ديسمبر 2017، أعلن البنك المركزي الماليزي عن إصدار ورقتين نقديتين تذكاريتين مصنوعتين من الورق والبوليمر بالتزامن مع الذكرى الستين لتوقيع اتفاقية استقلال اتحاد مالايا. وكانت الأوراق النقدية من فئة 60 رينغيت و600 رينغيت. كما طُرِحت ورقة نقدية بقيمة 60 رينغيت في شكل 3 في 1. 
الورقة نقدية بقيمة 600 رينغيت هي أكبر ورقة نقدية قانونية من حيث الحجم تُصدر في العالم، حيث يبلغ قياسها 370 ملم × 220 ملم. 
طُرِحت الأوراق النقدية للبيع عبر الإنترنت في 29 ديسمبر 2017 بسعر أعلى، حيث بيعت ورقة 60 رينغيت بسعر 120 رينغيت، وورقة 60 رينغيت 3 في 1 بسعر 500 رينغيت وورقة 600 رينغيت بسعر 1700 رينغيت. بلغت طبعة الأوراق النقدية من فئة 60 رينغيت 60 ألف نسخة، في حين بلغت طبعة الأوراق النقدية من فئة 60 رينغيت و600 رينغيت 6 آلاف نسخة.

#### ملخص الأوراق التذكارية
| الأوراق التذكارية                      | الأوراق التذكارية | الأوراق التذكارية | الأوراق التذكارية | الأوراق التذكارية                                                    | الأوراق التذكارية | الأوراق التذكارية |
| الصورة                                 | القيمة            | الأبعاد           | اللون             | الوصف                                                                | الوصف | تاريخ الإصدار     |
| الصورة                                 | القيمة            | الأبعاد           | اللون             | الوجه                                                                | الظهر | تاريخ الإصدار     |
| -------------------------------------- | ----------------- | ----------------- | ----------------- | -------------------------------------------------------------------- | --- | ----------------- |
|                                        | 50                | 152 × 76 ملم      | أصفر وأخضر        | عبد الرحمن حاكم نكري سمبيلن وأفق كوالالمبور (مع برجا بتروناس التوأم) | ملعب بوكيت جليل الوطني | 1 يونيو 1998      |
|                                        | 50                | 145 × 69 ملم      | أزرق وأخضر        | تونكو عبد الرحمن مع زهرة الخطمي الوطنية                              | رئيس الوزراء تونكو عبد الرحمن وشعار ذكرى الاستقلال الخمسين وشجرة نخيل الزيت                                                                | 26 ديسمبر 2007    |
|                                        | 60                | 162 × 84 ملم      | أصفر وأخضر        | عرش ملكي محاط بصور 15 يانغ دي-برتوان أغونغ                           | صور الحكام التسعة الموقعين على اتفاقية استقلال اتحاد الملايو، صورة تونكو عبد الرحمن، القصر الوطني، بيردانا بوترا، مبنى البرلمان وقصر العدل | 14 ديسمبر 2017    |
|                                        | 600               | 370 × 220 ملم     | أصفر وأخضر        | عرش ملكي محاط بصور 15 يانغ دي-برتوان أغونغ                           | صور الحكام التسعة الموقعين على اتفاقية استقلال اتحاد الملايو، صورة تونكو عبد الرحمن، القصر الوطني، بيردانا بوترا، مبنى البرلمان وقصر العدل | 14 ديسمبر 2017    |
| هذه الصور بمقياس 0.7 بيكسل كل ميليمتر. |                   |                   |                   |                                                                      | |                   |